# Джамалашвили, Мария Георгиевна
Мария Георгиевна Джамалашвили (1915 год, село Мирзаани, Сигнахский уезд, Тифлисская губерния, Российская империя — неизвестно, село Мирзаани, Цителицкаройский район, Грузинская ССР) — звеньевая колхоза имени Берия Арбошикского сельсовета Цителицкаройского района, Грузинская ССР. Герой Социалистического Труда (1950).

## Биография
Родилась в 1915 году в крестьянской семье в селе Мирзаани Сигнахского уезда. Окончила местную сельскую школу. С конца 1930-х годов трудилась рядовой колхозницей в виноградарской бригаде в колхозе имени Берия Цетелицкаройского района (сегодня — Дедоплисцкаройский муниципалитет). В послевоенные годы возглавляла виноградарское звено. За выдающиеся трудовые достижения по итогам 1948 года была награждена Орденом Ленина.
В 1949 году звено под её руководством собрало в среднем с каждого гектара по 123,9 центнера винограда на площади 7,5 гектара. Указом Президиума Верховного Совета СССР от 5 сентября 1950 года удостоена звания Героя Социалистического Труда за «получение высоких урожаев винограда в 1949 году» с вручением ордена Ленина и золотой медали «Серп и Молот» (№ 5655).
Этим же указом званием Героя Социалистического Труда были награждены труженики колхоза имени Берия бригадир Гавриил Алексеевич Коташвили, звеньевые Елена Иосифовна Гугенишвили и Анета Михайловна Сехниашвили.
После выхода на пенсию проживала в родном селе Мирзаани Цителицкаройского района. Дата смерти не установлена.
Награды
- Герой Социалистического Труда
- Орден Ленина — дважды (09.08.1949; 1950)